# Острецов, Кузьма Иванович
Кузьма Иванович Острецов (1700—1781) — русский судостроитель, корабельный подмастерье. Строитель галер и ластовых судов; разработчик новых типов парусных транспортных шхун и «новоманерных» шхойтов. Построил в Иркутске первую астрономическую обсерваторию профессора Н. И. Попова для наблюдения прохождения Венеры по диску Солнца 26 мая 1761 года.

## Биография
Кузьма Иванович Острецов родился около 1700 года. В 1715 году поступил на службу «ради обучения архитектуры и механики». В 1717 году был назначен учеником «для изучения корабельной конструкции, к строению ластовых судов по голландской и английской системам».
27 февраля 1727 года был произведён корабельным мастером Ф. М. Скляевым из учеников 1-го класса в корабельные подмастерья. В том же году по заданию правительственной комиссии Кузьма Острецов разработал два типа транспортных шхун грузоподъёмностью 100 и 150 тонн для плавания от Санкт-Петербурга до Риги.
В 1729 году Острецов был сослан в ссылку, но в дороге из Твери сбежал и уехал в Москву, где был арестован, и по суду за побег приговорён к смертной казни. В 1733 году по конфирмации Сената был освобождён от определённого судом наказания, но «запродерзость» понижен в чине с подмастерья в комендоры, и послан в Астрахань. Находился там до 1736 года, занимался ремонтом кораблей и участвовал в строительстве коммерческих судов.
В 1738 году получил прежний ранг корабельного подмастерья. В 1738—1739 годах вместе с кораблестроителями И. Немцовым и А. Алатчаниновым строил 16-баночные галеры на Галерной верфи Санкт-Петербурга. Лично построил пять галер: «Быстрая», «Верная», «Весёлая», «Лёгкая» и «Надёжная», которые участвовали в войне с Швецией в 1741—1743 годах.
В 1739 году составил чертежи двум мореходным плоскодонным судам для перевозки припасов и провианта — шхойтам, которые в экспедиции над верфями и строениями получили одобрение корабельных мастеров и были рекомендованы для строения на верфях. 27 августа 1740 года К. Острецов был послан на реки Тверцу и Мсту, для постройки «новоманерных судов» по собственному проекту. Барки с «прибавочными крепостями» и осташковки, построенные по чертежам Острецова, согласно Высочайшего Указа № 7789 от 4 апреля 1739 года «Об изготовлении новоманерных судов для возки материалов на производящиеся в С.-Петербурге строения», оказали тяжёлыми, глубоко сидящими и дорогостоящими, что не удовлетворило «Комиссию от строений» Адмиралтейств-коллегии.
По поданному советником экспедиции над верфями и строениями корабельным мастером И. С. Рамбургом «затейнаго протеста», Острецов по приказанию президента Адмиралтейств-коллегии графа Н. Ф. Головина, арестован и отдан под суд. В 1743 году находился под следствием по поводу поданного им императрице Елизавете Петровне доноса о беспорядках и злоупотреблениях во флоте и адмиралтействах, в котором утверждал, что «… Адмиралтейство и флот находятся в весьма слабом состоянии: магазины опустошены, гавани в Кронштадте корабельными днищами засорены и обмелели, для вычищения их машин нет, мачтовые леса без остатку погноены, люди при флоте и верфях безмерно загнаны; когда флот должен выходить в море против неприятеля, тогда провиант закупают, пива варить подрядом начинают, смолу купить приискивают, купеческие суда для перевозки нанимают, а все с немалою передачею казны». После окончания следствия был приговорён к ссылке в Иркутск.
С 23 апреля по 25 мая 1761 года Кузьма Острецов строил в Иркутске астрономическую обсерваторию профессора Н. И. Попова для наблюдения прохождения Венеры по диску Солнца 26 мая 1761 года.
В 1764 году ссыльному корабельному подмастерью Острецову была поручена постройка байкальских судов, за что положено было ему выплачивать по 10 копеек в день кормовых денег. Острецов заложил в Иркутске, на реке Ангаре, два бота длиною по 50 футов «Борис и Глеб» и «Святого Кузьмы Святоградца». Завершал постройку ботов, возвратившийся из-за Байкала подмастерье Н. Попов. Первое судно было спущено на воду 24 июля, а другое 12 октября 1765 года. В 1780 году, по указанию управляющего адмиралтейской частью в Иркутске секунд-майора Михаила Татаринова, Острецов вместе с корабельным учеником Лапиным подготовил чертежи новых трёх ботов для грузоперевозок по Байкалу. Однако, построить эти суда Острецову не было суждено, он умер в 1781 году в Иркутске.